# Liste von Persönlichkeiten aus Barbengo
Diese Liste enthält in Barbengo im Kanton Tessin geborene Persönlichkeiten und solche, die in Barbengo ihren Wirkungskreis hatten, ohne dort geboren zu sein. Die Liste erhebt keinen Anspruch auf Vollständigkeit.

## Persönlichkeiten
(Sortierung nach Geburtsjahr)

Marco Solari 1990er Jahre

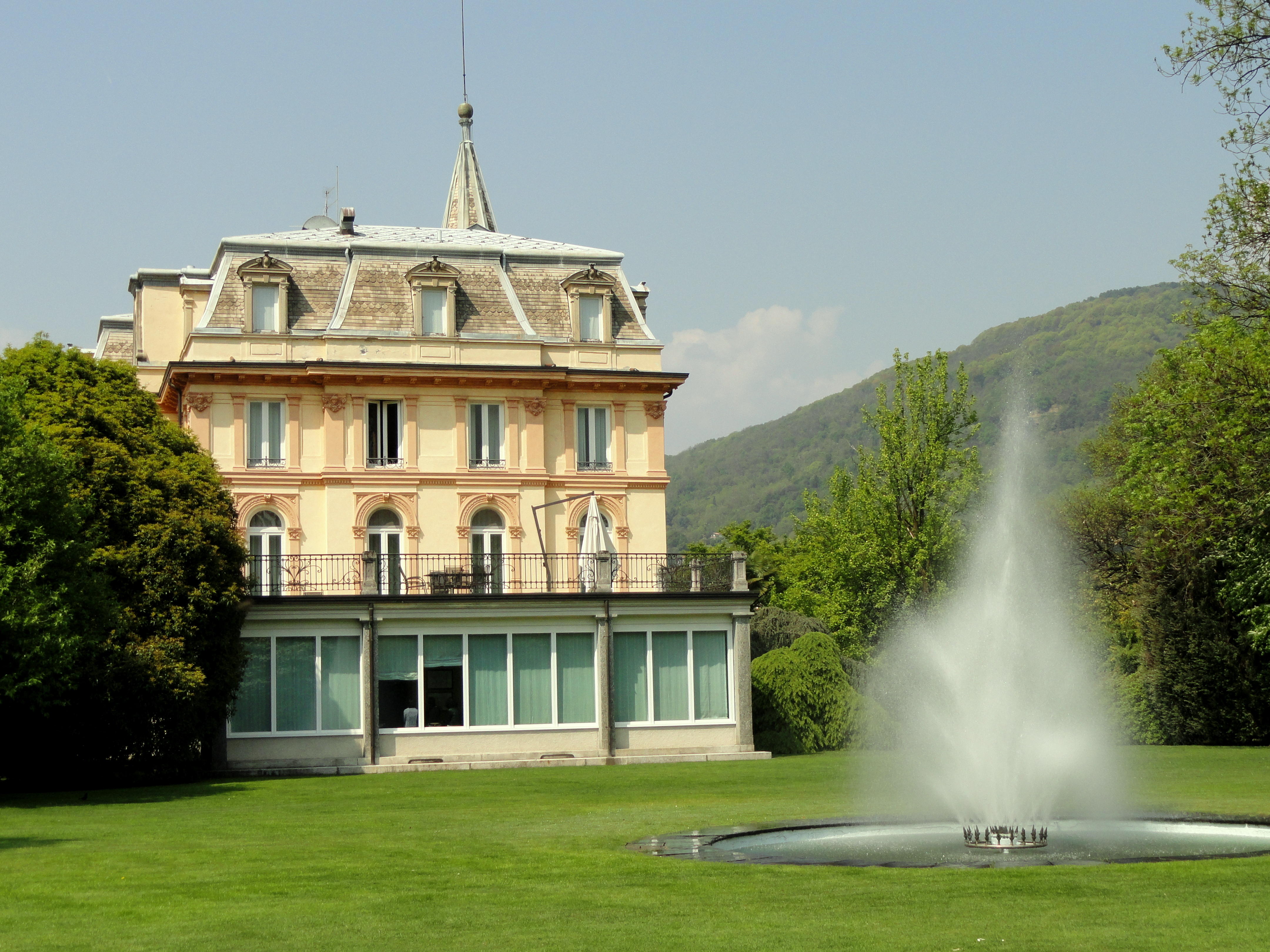
Augusto Guidini Senior: Villa Taranto, Verbania

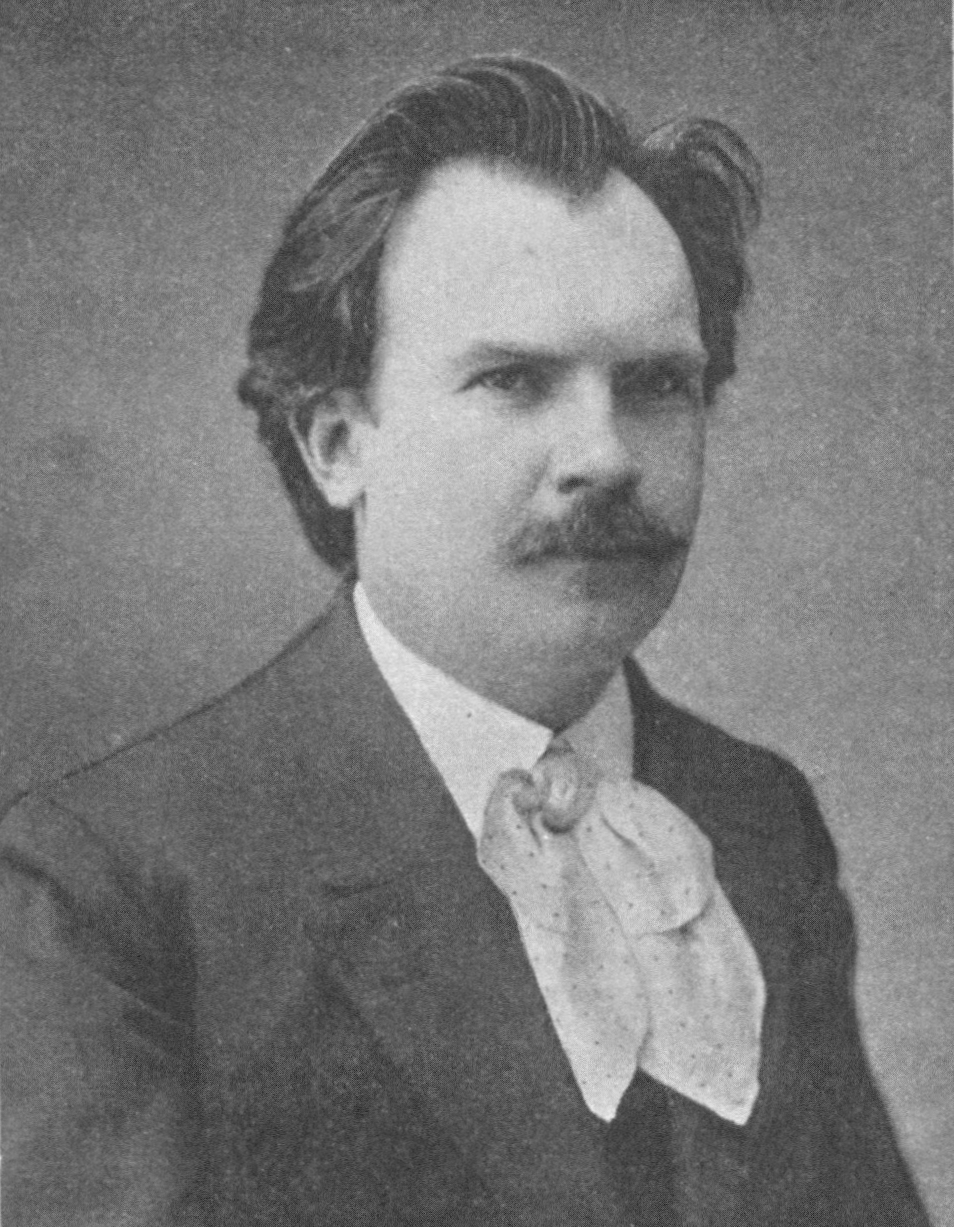
Eugen d’Albert (1900)

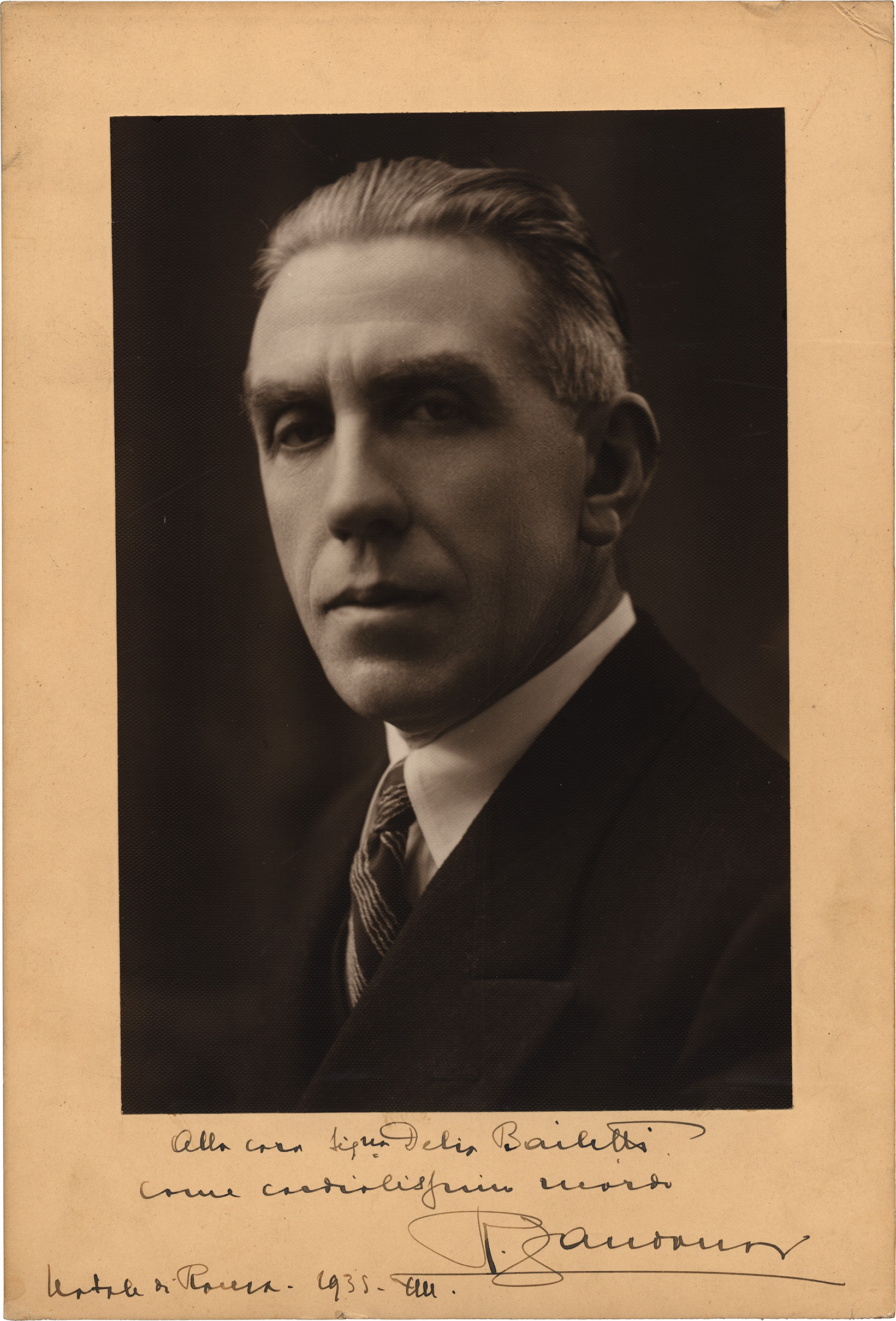
Riccardo Zandonai, 1935

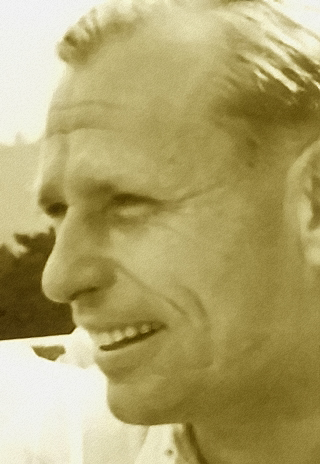
Erich Warsitz (1942)

- Familie Morelli.  aus Torricella-Taverne[1]
  - Matteo Morelli (3 um 1450 in Barbengo; † nach 1508 ebenda ?), Sohn von Donato, Bildhauer und Marmorhändler in Genua[2]
  - Carlo Morelli (* um 1599 in Pavia; † 1665 in Turin), Militäringenieur[1]
  - Michel Angelo Morelli(* um 1622 in Turin; † um 1686 ebenda), Architekt und Militäringenieur[1]
  - Jacopo Morelli (* 15. April 1745 in Venedig; † 5. Mai 1819), Dominikaner, , Direktor der Biblioteca Nazionale Marciana zu Venedig

- Familie Solari. 
  - Bartolomeo Antonio Solari (* 1807 in der Fraktion Figino (Gemeinde Barbengo); † 1868 ebenda), Dekorationsmaler, er arbeitete in Bergamo, Mailand, Varese, Lugano und Gentilino; er gründete eine unentgeltliche Zeichenschule in Figino[3][4]
  - Severino Solari (* 1847 in Barbengo; † 5. April 1918 in Mombello), von Barbengo, Arzt am Ospedale Maggiore von Mailand, dann an der Anstalt Mombello[5]
  - Guido Solari (* 19. Oktober 1916 in Lugano; † 24. August 2006 ebenda), Sohn von Mario aus Barbengo, Jurist, Direktor des Bundesamts für Ausländerfragen[6]
  - Marco Solari (* 28. Dezember 1944 in Bern), Sohn von Guido, Schweizer Manager, ehemaliger Direktor der Ente Ticinese per il Turismo (1972) und das Locarno Film Festival bis 2022

- Giacomo Aprile (* um 1710 in Figino; † nach 1750 ebenda ?), Bauunternehmer in Turin[7]
- Alessandro Aprile (* um 1710 in Figino; † nach 15. Mai 1750 ebenda ?), Sohn von Paolo, Bauunternehmer in Turin[8]
- Giovanni Battista Ramelli (1808–1862), Politiker und Militär. In den Jahren 1851/52 und 1853/54 war er Ständerat, von 1855 bis zu seinem Tod gehörte er dem Nationalrat an
- Giacomo Martinetti (* 1. September 1842 in Barbengo; † 30. Januar 1910 in Florenz), Künstler, Maler. Er schuf Porträts und religiöse Themen. Schüler von Antonio Ciseri. Seine Werke sind in den Kirchen San Salvatore und Heiliges Grab in Jerusalem, im Palazzo Pitti in Florenz und in der Kirche San Carlo Borromeo in Cernesio, Fraktion von Barbengo bewahrt.[9][10]
- Familie Somazzi. 
  - Gaudenzio Somazzi (* 1845 in Barbengo; † ebenda), Bauunternehmer, Vater der Architekten Paolito und Ezio Somazzi[11]
  - Paolito Somazzi (1873–1914), ein Nachkomme von Einwanderern aus Barbengo, Sohn von Gaudenzio, war ein Schweizer Architekt.
  - Ezio Somazzi (* 1879 in Barbengo; † 1934 in Lugano), Bruder von Paolito, Architekt[12]

- Pietro Maselli (* 1848 in Figino; † 1892 ebenda), Künstler, Dekorativer Maler. Er schuf Genremalerei, Landschaften, Stillleben. Studierte Jura und an der Accademia Albertina in Turin. Aufenthalte in Kairo und Montevideo. In den 1980er Jahren freskiert er den Palazzo Chiablese des Herzogs von Genua, den Königlicher Palast in Turin und die Kirche Sant’Antonio da Padova in Turin[13]
- Augusto Guidini Senior (* 1. Mai 1853 in Barbengo; † 25. Dezember 1928 in Mailand), Architekt, Mitglied der Kommission der Kunstdenkmäler der Lombardei und des Tessins, er baute in Lugano den Palazzo degli Studi (1903–1904) mit Otto Maraini[14][15][16][17]
- Eugen d’Albert (* 10. April 1864 in Glasgow; † 3. März 1932 in Riga), deutscher Komponist und Pianist französisch-englischer Abstammung.
- Riccardo Zandonai (1883–1944), Komponist und Orchesterleiter
- Attilio Balmelli (* 5. Dezember 1887 in Barbengo; † 19. März 1971 in Corzoneso), Kunstmaler, Restaurator malte Tessiner Landschaften und Porträts. Er war tätig als Dekorateur in Sankt Petersburg im Jahr 1912 und im Kanton Tessin, in Bellinzona und Semione[18]
- Georgette Tentori-Klein (* 1893 in Winterthur; † 1963 in Lugano), Architekt des Wohnhaus Sciaredo in Breganzona
- Augusto Guidini Junior (* 1895 in Barbengo; † 1970 in Lugano), Architekt[19]
- Battista (Tita) Pozzi (* 1. Juni 1902 in Cadepiano-Barbengo; † 19. Mai 1958 in Massagno), Maler, Xylograf, Restaurator tätig in der Kirchen von Airolo, Purasca und Bogno[20][21]
- Erich Warsitz (1906–1983), Pilot, Hauptmann in der Luftwaffe.
- Silvio Fulcieri Kistler (* 1941; † 15. Mai 2024 in Barbengo), aus Reichenburg, studierte an der Universität Zürich, Ökonom, Autor[22], Verfasser[23], ehemaliger Direktor der UBS Bank in Lugano, Mitglied des Rotary Clubs Lugano und Oberst SMG der Schweizer Armee, Vizepräsident der Gesellschaft der Generalstabsoffiziere (GGstOf)[24] wohnte in Barbengo und Vigera.[25][26]
- Marina Pozzi (* 23. Mai 1945 in Massagno) (Bürgerort Barbengo), Malerin, Zeichnerin, Lithografin[27]
- Paolo Attivissimo (* 28. September 1963 in York), Informatiker und Journalist wohnt in Barbengo.